# Ilse Arndt
Ilse Arndt, née Ilse Löwenberg le 5 février 1913 à Lünen et décédée en janvier 2003 à Cologne, est une survivante de la Shoah. Déportée à Auschwitz où elle fut stérilisée de force par le médecin Carl Clauberg, elle est ensuite transférée à Ravensbrück d'où elle est libérée. Son témoignage est recueilli par Yad Vashem en tant que source historique sur les expérimentations humaines.

## Biographie

### Enfance et adolescence
Ilse Arndt, née Löwenberg, est née à Lünen en Westphalie, fille de Willy Löwenberg et Henriette Löwenberg, née Lichtenfels. Son père est maître boucher et possède sa propre boucherie ainsi que son propre bétail. Sa mère meurt alors qu'elle est âgée de 4 ans, en décembre 1916. Son père se remarie avec Martha Scholem, originaire de Inowrocław. « Nous appartenions à la communauté religieuse juive, participions aux fêtes religieuses, mais nous n'étions pas strictement religieux », rapportera plus tard Ilse Arndt.
En 1921, la famille Löwenberg déménage à Berlin, où vivent des proches de sa belle-mère. Son père ouvre un commerce de gros de bétail dans la ferme centrale de Berlin. La famille Löwenberg vivait dans le quartier de Prenzlauer Berg. Ilse Löwenberg y fréquente l'école primaire puis l'école secondaire pour filles jusqu'à l'âge de 14 ans. Sa belle-mère étant devenue aveugle, elle doit quitter l'école afin de l'aider à la maison. À 17 ans, Ilse Löwenberg commence un apprentissage en boucherie, qu'elle termine avec succès.

### Première arrestation pour "honte raciale"
Ilse Löwenberg était fiancée à un homme qui, en tant que soi-disant « citoyen allemand ou apparenté », n'était pas autorisé à épouser une juive selon les  Lois de Nuremberg. Au début de 1938, la veille de son 25e anniversaire, elle et son fiancé ont été emprisonnés pour honte raciale. Son fiancé a été condamné à un an et demi de prison. Ilse à sept mois de prison, ce qui n'était pourtant pas prévu dans la loi. Pendant sa détention, elle a été forcée de faire des travaux physiques épuisants. Son père est tombé en dépression et a été interné à l'hôpital psychatrique de Berlin-Buc où il est mort le jour même. Ilse Arndt a soupçonné plus tard qu'il y avait été tué.
Elle-même a été libérée de prison peu de temps après les funérailles de son père et est d'abord restée chez des connaissances parce qu'elle craignait les accusations de sa belle-mère au sujet de ses fiançailles. Son frère a également été arrêté pour avoir été fiancée à une soi-disant « aryenne », mais s'est échappé au Royaume-Uni et n'est jamais revenu en Allemagne.
En 1941, sa belle-mère a été arrêtée et déportée à Riga, où les premières fusillades de masse ont eu lieu; leur trace y est perdue.

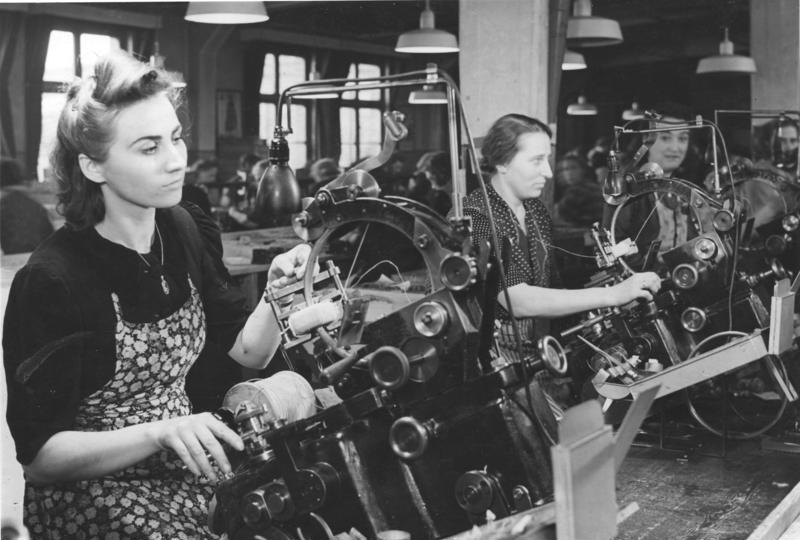
Ouvrières forcées dans une usine Siemens à Berlin (1943)

En 1941, Ilse Löwenberg a été condamnée au travail forcé chez Siemens à Berlin, où elle a dû travailler en équipe sur des moteurs. En 1941, elle a épousé Leopold Nussbaum, qui avait acquis une épicerie fine à Berlin-Schöneberg et, en tant que juif, devait également accomplir du travail forcé.
Tous les deux ont été arrêtés le 1er janvier 1943 et incarcérés dans diverses prisons dans de très mauvaises conditions. Peu de temps après, Léopold Nussbaum a été déporté à Auschwitz et assassiné là-bas. Ilse Nussbaum a été emprisonnée pour la dernière fois à Berlin pendant environ quatre semaines dans le camp de rassemblement de la Gross Hamburger Strasse, puis a également été expulsée en train vers Auschwitz. Plus tard, elle a raconté ce voyage: « Il n'y avait rien à manger ni à boire, on devait faire ses besoins dans des seaux et il y avait des disputes pour pouvoir s'asseoir sur le plancher du wagon à bestiaux surpeuplé. Nous pouvions regarder à travers les fentes des portes; dans les gares que nous traversions, il y avait des gens qui mimaient des étranglements avec leurs mains, ce qui était censé être une indication de notre destin à venir". Les gens dans les wagons savaient que le train allait à Auschwitz et il y avait des rumeurs sur ce qui allait se passer là-bas.
Ilse Nussbaum elle-même avait appris six mois avant son arrestation que des Juifs étaient gazés à Auschwitz, mais n'y avait pas cru.

### Arrivée et survie à Auschwitz

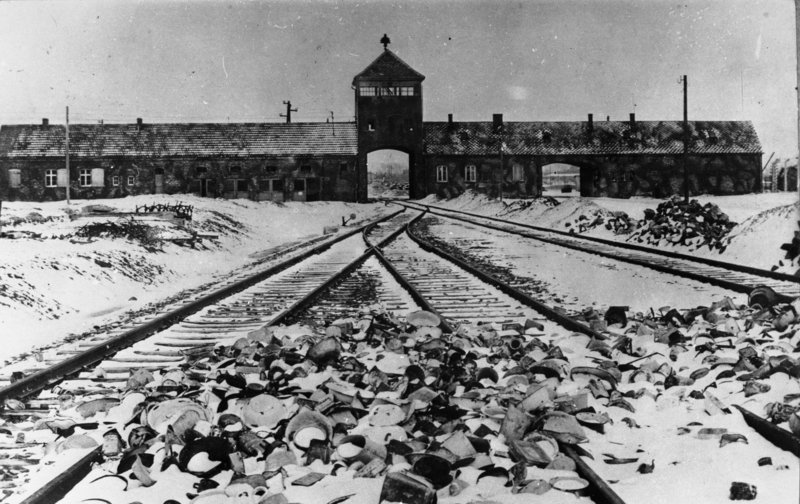
Photo de la guérite du camp de concentration d'Auschwitz-Birkenau (1945). Photo de Stanisław Mucha

À leur arrivée à Auschwitz, tous les prisonniers ont été sortis des wagons et ont dû s'aligner en différents groupes, séparés par sexe: hommes, femmes, femmes avec enfants de moins de 16 ans. Ils étaient alors sélectionnés par des médecins du camp et ceux qui n'étaient pas jugés capables de travailler ainsi qu'en partie les femmes et les enfants étaient dirigés vers les chambres à gaz.
Certaines des femmes classées aptes au travail ont été soumises à un processus de sélection spécial. Ilse Nussbaum a été sélectionné pour des « expériences humaines » par le médecin SS du camp de concentration d'Auschwitz, Eduard Wirths,. Avec environ 100 autres femmes, elle a été dirigée vers le bloc 10.
Immédiatement, ces femmes ont dû mettre des vêtements de détenues des camps de concentration et un « numéro de prisonnier » a été tatoué sur leur avant-bras gauche. Arndt a reçu le numéro de prisonnier 47 579. Les têtes des femmes ont été rasées. Après leur admission dans le bloc 10, leur menstruation s'est arrêtée soudainement. C'est pourquoi Ilse Arndt a soupçonné plus tard qu'on avait ajouté du brome dans leur nourriture: « On pouvait le sentir et le goûter". De telles expériences avec des bromures dans la nourriture des femmes détenues sont également documentées au camp de concentration de Ravensbrück.
En raison de l'"utilisation prévue" spéciale, les détenues du bloc 10 n'ont pas été battues ni harcelées, mais ont quand même été maltraitées par les gardiens. Du bloc 10 d'Ilse Nussbaum, on pouvait observer en secret les exécutions au bloc voisin 11, avec le mur noir devant lequel les tirs avaient lieu. Elle a également été forcée, avec les autres, d'être témoin de la pendaison de jeunes femmes qui avaient tenté de « faire passer des munitions afin de faire exploser les fours crématoires »,.
Dans le cadre des « expériences humaines », Ilse Nussbaum a été stérilisée de force par le professeur du gynécologie et médecin SS Carl Clauberg. Des expériences similaires ont également été menées sur des codétenus. Clauberg a effectué des tentatives de stérilisation sur des femmes à grande échelle et est arrivé à Auschwitz-Birkenau en août 1942 missionné par le Reichsführer SS Heinrich Himmler. Les expériences visaient à préparer des mesures pour instaurer une « démographie négative » des « peuples d'Orient ». Himmler voulait utiliser la méthode de Clauberg pour liquider les peuples polonais et tchèque.

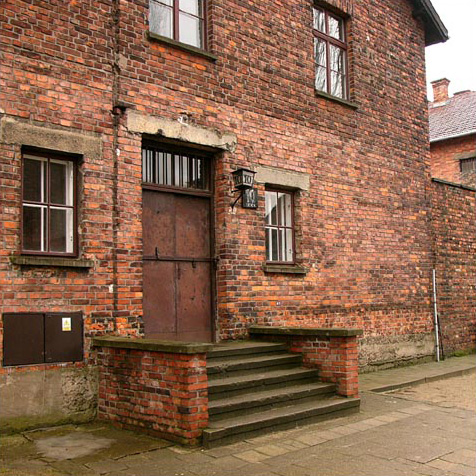
Le bloc 10 dans le camp de concentration d'Auschwitz I (camp principal) (2008)

En avril 1943, le médecin meurtrier par "euthanasie " Horst Schumann, a également utilisé des femmes au bloc 10 pour tester possibilités de stérilisation de masse par rayons X. Plusieurs centaines de femmes juives de différents pays étaient logées dans les deux salles à l'étage supérieur de ce bloc. Les « expériences humaines » de Carl Clauberg et d'autres médecins du camp de concentration avaient lieu au rez-de-chaussée, Horst Schumann a irradié ses victimes dans le bloc 30 à proximité d'Auschwitz-Birkenau. Clauberg a développé une méthode de stérilisation de masse non chirurgicale dans laquelle un agent chimique spécialement préparé à cet effet (une solution de formol) a été injecté dans les trompes de Fallope, ce qui provoquait une inflammation sévère. Les ovaires des femmes se sont développés ensemble à la suite de l'inflammation et ont été bloqués après quelques semaines, entraînant une infertilité dans presque tous les cas. Certaines femmes sont mortes à la suite de ces expériences, d'autres ont été tuées pour réaliser des autopsies,. La méthode de Clauberg était particulièrement brutale car les injections se sont déroulées sans anesthésie et l'agent utilisé avait un effet caustique. Plus tard Clauberg a également effectué ces stérilisations forcées à Ravensbrück. Le nombre total n'est pas connu mais estimé à environ 700.
Selon le témoignage d'Ilse Arndt et son évaluation ultérieure, les « tentatives qui ont été faites [en même temps] sur les femmes juives grecques [...] étaient les plus cruelles. [. . .] La mortalité des personnes testées était très élevée, en particulier celle des femmes grecques ». Ilse Arndt a désigné à tort le médecin du camp SS Josef Mengele comme le chef de ces expériences. En fait, c'est Horst Schumann, qui a stérilisé des femmes du bloc 10 (ainsi que celles des blocs d'Auschwitz-Birkenau) et aussi des hommes à l'aide de rayons X et a testé différents dosages dans une expérience.

### Marche de la mort, autres séjours en camp
Le 18 janvier 1945, alors que l'Armée rouge s'approche d'Auschwitz, le camp est abandonné et Ilse Nussbaum et les autres prisonniers sont contraints de faire une marche de la mort vers une destination inconnue. Les prisonniers ont dû marcher par rangées de six sans vêtements d'hiver, sans chaussures solides et souffrant de malnutrition. Ils étaient « gardés de chaque côté par des SS. Il n'y avait rien à manger et rien à boire. Les prisonniers qui n'ont pas pu continuer ont été tués par les SS avec une balle dans le cou. "
Ilse Nussbaum a atteint Wodzislaw Slaski avec d'autres survivants, d'où ils ont été emmenés au camp de concentration de Ravensbrück dans des wagons découverts dans le froid hivernal. Le train s'est arrêté plusieurs fois en cours de route et les corps de ceux qui avaient gelé ou qui étaient morts de faim ont été jetés du train. Elle n'est restée à Ravensbrück que pendant une courte période et a ensuite été emmenée au camp de Neustadt-Glewe dans le Mecklembourg. Là, elle est tombée malade de la typhoïde, mais a survécu à la maladie même si elle « n'a presque rien eu à manger ».

### Libération par l'armée soviétique et retour à Berlin
Le 30 avril 1945, les prisonniers de Neustadt-Glewe ont été enfermés dans les baraquements et les gardiens ont pris la fuite. Le 2 mai 1945, l'Armée rouge a atteint le camp et libère les détenus. Ilse Nussbaum s'est rendue dans la gare la plus proche et est retournée, dans un train à ciel ouvert, vers Berlin-Charlottenburg complètement détruit. À cette époque, elle ne pesait plus que 37,5 kg contre 57,5 kg avant son arrestation.
Ilse Nussbaum s'est remarié et a porté le nom de famille Arndt. Dans un premier temps, elle a vécu à nouveau à Berlin et après son divorce en 1955 pendant de nombreuses années à Cologne, où elle tenait un restaurant avec son « amie et compagne de souffrance » Ruth Friedhoff, avec qui elle avait vécu dans divers camps. Elle est restée en contact avec d'autres détenues survivantes du bloc 10 à Auschwitz, comme Erna Fleig, Erna Hoffmann et Marga Tonn,.

## Citation
« Neben den schweren körperlichen Schäden stehen die erheblich schwereren seelischen Schäden, die wir durch die Experimente erlitten haben. […] da wir nach der Befreiung durchaus in einem Alter waren, in dem wir, wenn wir nicht von Clauberg sterilisiert worden wären, hätten Kinder bekommen können. Die seelische Belastung stellt hierbei neben der körperlichen eine grausame Bedeutung dar, ganz besonders aber dann, wenn an uns das Problem der Heirat herangetragen wurde. »

— Ilse Arndt, Zeitzeugenbericht für Yad Vashem, 24. April 1995

« En plus des graves dommages physiques, il y a aussi les dommages mentaux beaucoup plus graves que nous avons subis à la suite des expériences. [...] parce qu'après la libération, nous étions à un âge auquel nous aurions pu avoir des enfants si nous n'avions pas été stérilisées par Clauberg. En plus du stress physique, le stress mental est cruel, mais surtout lorsque la question du mariage s'est posée. »

— Ilse Arndt: Rapport de témoin contemporain pour Yad Vashem, 24 avril 1995

## Témoignage

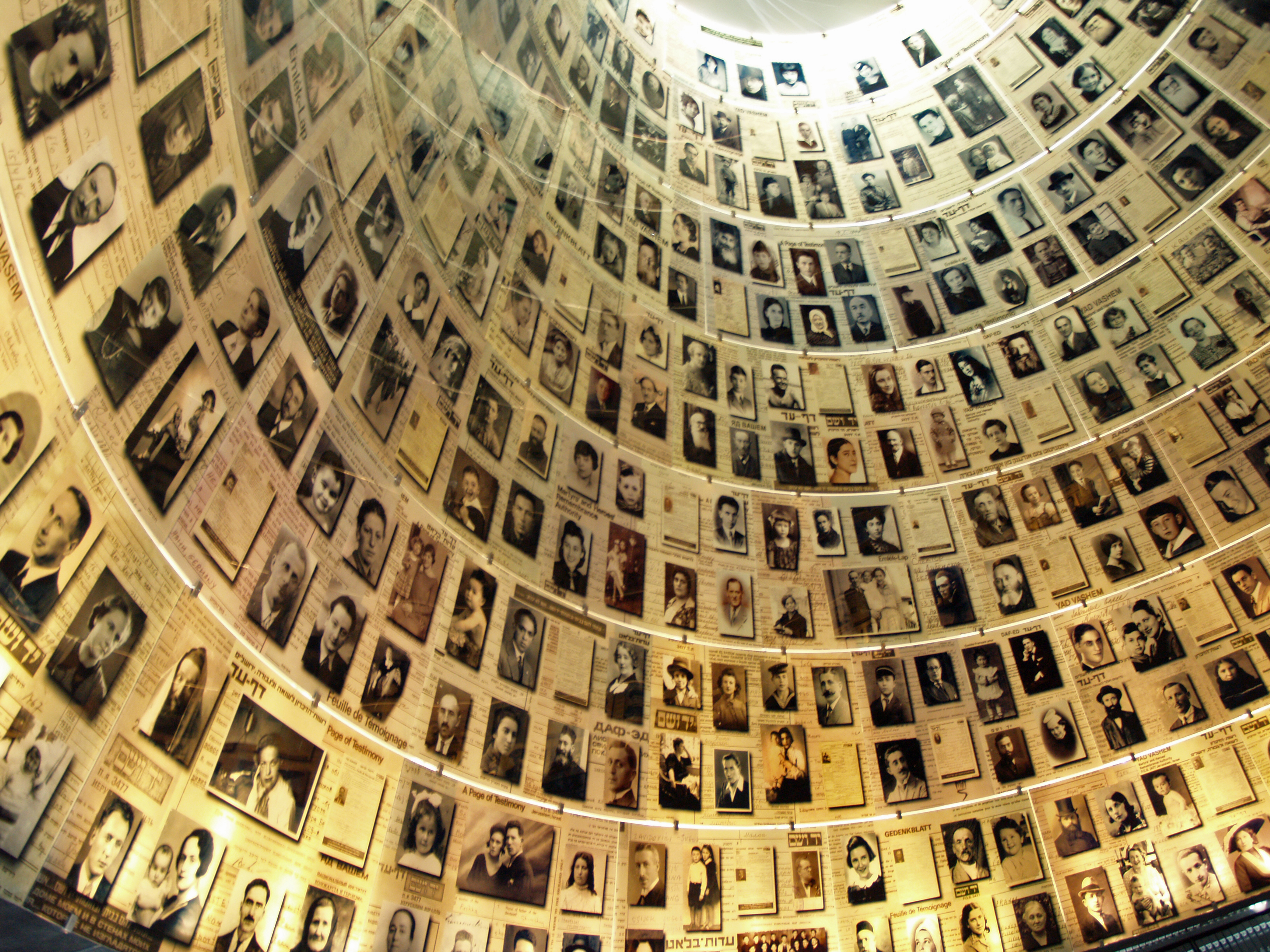
La salle des noms au mémorial de Yad Vashem (2007)

Ilse Arndt était l'une des prisonnieres survivantes du camp de concentration d'Auschwitz qui ont pu témoigner de la stérilisation forcée. En 1995, elle a rédigé un rapport écrit qui est archivé à Yad Vashem en tant que document de témoin. En 1997, elle a été interviewée par Michael Kühntopf pour la Shoah Foundation; l'interview a été filmée et fait partie des archives globales de Visual History Archive. Des détails sur Ilse Arndt peuvent également être trouvés dans un livre qui documente le bloc 10 à Auschwitz du point de vue des femmes juives concernées. Elle y est mentionnée sous son nom de l'époque, Ilse Nussbaum.